# نیکو کلوتز
نیکو کلوتز (انگلیسی: Nico Klotz؛ زادهٔ ۲۰ سپتامبر ۱۹۸۶) بازیکن فوتبال اهل آلمان است.
از باشگاه‌هایی که در آن بازی کرده‌است می‌توان به باشگاه فوتبال پادربورن، باشگاه فوتبال اس‌وی زاندهاوزن، باشگاه فوتبال دویسبورگ، باشگاه فوتبال ارتسگبیرگ آئو، و باشگاه فوتبال اشتوتگارت اشاره کرد.